# Moroka Swallows Football Club
Maillots
Le Moroka Swallows Football Club est un club de football sud-africain basé à Johannesbourg.

## Histoire du club
- Le 10 octobre 1947 : Le club des Moroka Swallows est fondé.
- En Octobre 1998 : Lors d'un match face aux Jomo Cosmos, (le derby de toujours) une foudre tombe sur plusieurs joueurs, alors que l'équipe des Jomo Cosmos menait 2-0, mais finalement, sans faire de victime.
- En 2024, le club en difficulté financière cède sa licence à Marumo Gallants qui prend sa place en première division 2024-2025.

## Palmarès
- Championnat d'Afrique du Sud
  - Vice-champion : 2007

- Coupe d'Afrique du Sud (5)
  - Vainqueur : 1983, 1989, 1991, 2004 et 2009
  - Finaliste : 1980

- MTN 8 (en) (2)
  - Vainqueur : 1975, 1979

## Anciens joueurs
- Bevan Fransman
- Jacob Lekgetho
- Lungisani Ndlela
- Alfred Phiri
- James Chamanga
- Mame Niang

## Entraîneurs
- 1991-1992 :  Jean-Michel d'Avray
- 2002-2007 :  Gavin Hunt
- 2007-2008 :  Eddie Lewis
- 2008-2009 :  Júlio César Leal
- 2009- :  Rainer Zobel

## Historique du logotype

Ancien logo.
Ancien logo.
Logo actuel.